# Cryphia raptriculoides
Cryphia raptriculoides là một loài bướm đêm trong họ Noctuidae.